# The Da Vinci Code (computerspel)
The Da Vinci Code is een computerspel uit 2006 dat is gebaseerd op het gelijknamige boek van Dan Brown. Het is in hetzelfde jaar uitgebracht als de verfilming van het boek. Het spel is een actie-avonturenspel met een combinatie van puzzelen en vechten en bevat elementen die niet in het boek of de film voorkomen.

## Spel
Het spel volgt de verhaallijn van de film en kan gespeeld worden in de rol van Robert Langdon of Sophie Neveu. De speler dwaalt door kerken, musea, landhuizen en graftombes en komt onderweg allerlei puzzels tegen in de vorm van antieke objecten, zoals de Mona Lisa. De op te lossen geheime boodschappen zijn nodig om verder te komen in het spel en uiteindelijk de Heilige Graal te vinden. Onderweg komt de speler politieagenten en monniken tegen die ontweken of bevochten moeten worden. Puzzelen is het belangrijkste element van het spel, met veel verschillende puzzels, raadsels, anagrammen, symbolen, codes en geheime aanwijzingen.

## Recensies
Een aan een film gerelateerd computerspel wordt vooral gespeeld door liefhebbers van de film. Daarom moet zo'n spel in relatief korte tijd worden ontworpen om gelijk met de film beschikbaar te zijn. Dat gaat vaak ten koste van de kwaliteit, zoals ook hier volgens veel recensenten. Critici noemen de uitdrukkingsloze gezichten en robotachtige bewegingen van de hoofdrolspelers en de weinig boeiende stemmen. Ook zitten er technische fouten (bugs) in het spel. Recensenten zijn over het algemeen lovend over de vele puzzels die goed in het verhaal passen en zeer gevarieerd zijn. Ook wordt de muziek ervaren als goed bij het spel passend.